# Huberta von Gumppenberg
Huberta Paula Irene Hildegard Maria Freiin von Gumppenberg (* 17. Februar 1910 in Regensburg; † 14. Juli 1999 in München) war eine deutsche Sozialarbeiterin, Religionspädagogin und erste Vorsitzende des Bayerischen Landesverbands Kath. Kinderhorte und Kleinkinderanstalten (heute: Bayerischer Landesverband kath. Tageseinrichtungen für Kinder e.V.) und Vorsitzende des Berufsverbandes katholischer Sozialarbeiterinnen und Sozialarbeiter in Bayern.

## Leben und Wirken
Sie war das dritte und jüngste Kind des Hanns Freiherr von Gumppenberg und dessen Ehefrau Hedwig, geb. Gräfin von Wolff-Metternich zur Gracht. Ihre Brüder waren Max Hildebrand von Gumppenberg und Levin von Gumppenberg. 
Im Alter von 16 Jahren trat sie dem Landesverband des Katholischen Deutschen Frauenbundes bei, in dem sie sich lebenslang engagierte. Von 1931 bis 1933 besuchte Hubertha von Gumppenberg in München die von Ellen Ammann begründete Soziale und caritative Frauenschule. Nach ihrer Ausbildung wurde sie Mitarbeiterin in der Geschäftsstelle des Caritasverbandes der Erzdiözese München und Freising. Dort arbeitete sie mit Pater Rupert Mayer zusammen. 1937 wurde die Freiin zur 1. Vorsitzenden des Bayerischen Landesverbands Kath. Kinderhorte und Kleinkinderanstalten gewählt. Nach 40 Jahren legte sie den ehrenamtlichen 1. Vorsitz nieder, da sie sich u. a. „mit der zukünftigen Gestaltung des Kindergartens seitens des Landesverbandes nicht mehr identifizieren“ konnte. Außerdem war sie ab 1937 Vorsitzende des Berufsverbandes katholischer Sozialarbeiterinnen und Sozialarbeiter in Bayern.
In der Zeit des Nationalsozialismus war Huberta von Gumppenberg den Machthabern ein Dorn im Auge, zumal sie mit Gertrud Luckner in enger Verbindung stand, die oft in der Caritaszentrale in München weilte und bei der Freiin übernachtete. Ferner bekannte sie sich offen zum katholischen Glauben. So schrieb sie 1940, noch am Anfang des Krieges, die durchaus mutigen Worte, dass Gott „unser aller Vater ist, weil er uns das Leben geschenkt hat, als Schöpfer und noch einmal in überströmenden Reichtum in der Erlösung Christi. In diesem Gedanken der Vaterschaft Gottes liegt zugleich auch die Sicherung gegen jeden Feindes‚haß‘, vor dem wir die Kinder bewahren müssen“.
Sie hatte enge Beziehungen zu Pater Rupert Mayer SJ, von dem sie ein weit verbreitetes Foto bei der Caritassammlung aufgenommen hat, zudem auch zu Pater Franz-Josef Müller SJ, mit dem sie das Studentenwohnheim „Newman Haus“ in München gründete und Jahrzehnte lang geleitet hat.
Neben ihrem sozialen Engagement setzte sich die Adelige noch in Wort und Schrift für den Kindergarten, insbesondere für die religiöse Erziehung des Kindergartenkindes ein. Sie war eine hochgeschätzte Referentin, gerade in den 1970er Jahren, als der Kindergarten im Kreuzfeuer der Kritik stand.
Von 1971 bis 1976 war sie Mitglied in der Gemeinsamen Synode der Bistümer in der Bundesrepublik Deutschland.

## Ehrungen
- 1977: Silberner Brotteller des Deutschen Caritasverbandes
- 1978: Bundesverdienstkreuz am Bande
- 1981: Bayerischer Verdienstorden

## Schriften
- Tu es Petrus. In: Bayerisches Frauenland 1934/H. 10, S. 42
- Wandlung. In: Bayerisches Frauenland 1935/H. 8, S. 58–59
- Heilig-Geist-Spitäler. In: Bayerisches Frauenland 1936/H. 6, S. 42–43
- Rosenau. Von einer Liebesarbeit unserer Kinder. In: Bayerisches Frauenland 1936/H. 7, S. 50–51
- Die Toten begraben. Zum Allerseelenmonat. In: Bayerisches Frauenland 1936/H. 11, S. 82–83
- Caritas im Kriege. In: Kinderheim. H. 1, 1940.
- Der Weg des Kindes zu Gott. in: Kinderheim. H. 1, 1948, S. 5–14
- Sich nicht verwirren lassen. In: Caritasdienst 1969, H. 9/10
- Die Erziehung des Kleinkindes - Quo vadis? In: Caritasdient 1972, H. 4
- Erdachtes und Gelesenes zur Religionspädagogik. In: Bayerischer Landesverband kath. Kindertagesstätten e.V. (Hrsg.): Religionspädagogik. Praxis und Bibelrunde. München 1975.
- Rückschau auf 70 Jahre Landesverband. Die Kindergartenschaukel. In: Jubiläumszeitung Bayerischer Landesverband katholischer Kindertagesstätten, 1987
- Geschützt durch das Schild der Caritas - Erinnerungen einer 80jährigen an die Caritasarbeit um 1935. In: Caritasdienst 1990, H. 2
- Erinnerungen an Dr. Gertrud Luckner. In: Caritasdienst. 1995, H. 4
- Mein Jude aus der Reitmorstraße - oder: Ich habe Gutes unterlassen. In: Münchner Kirchenzeitung 12. März 1995